# Purgatory
„Purgatory“ е петият сингъл на британската хевиметъл група Айрън Мейдън и втори от албума „Killers“. Тази песен е нова версия на старо парче на групата, озаглавено „Floating“, което те са изпълнявали в периода 1976-77 г. Според настоящия барабанист Нико Макбрейн „Purgatory“ е по-бърз вариант на оригинала.
„Purgatory“ е един от най-слабо продаваните сингли на Мейдън и дори не успява да влезе в топ 50 на британските класации. Интересен е фактът, че оригиналната обложка на сингъла е сменена. Групата решава, че обложката е твърде добра за сингъл и поръчва нещо по-непретенциозно. Впоследствие старата обложка е сложена на албума „The Number of the Beast“. „Purgatory“ е едно от най-известните и продавани изображения, свързани с групата. Това е първата от трите обложки на Мейдън, направени от Ригс, която представя дявола. На обложката на „Run to the Hills“ той се бие с Еди, а на тази на „The Number of the Beast“ главата му е в ръцете на Еди.

## Състав
- Пол Ди'Ано – вокал
- Дейв Мъри – китара
- Ейдриън Смит – китара и беквокали
- Стив Харис – бас и беквокали
- Клиф Бър – барабани

|  | Тази страница частично или изцяло представлява превод на страницата Purgatory (song) в Уикипедия на английски. Оригиналният текст, както и този превод, са защитени от Лиценза „Криейтив Комънс – Признание – Споделяне на споделеното“, а за съдържание, създадено преди юни 2009 година – от Лиценза за свободна документация на ГНУ. Прегледайте историята на редакциите на оригиналната страница, както и на преводната страница, за да видите списъка на съавторите. ВАЖНО: Този шаблон се отнася единствено до авторските права върху съдържанието на статията. Добавянето му не отменя изискването да се посочват конкретни източници на твърденията, които да бъдат благонадеждни. |